# Moland (Fyresdal)
Fyresdal este o localitate din comuna Fyresdal, provincia Telemark, Norvegia, cu o suprafață de 0,51 km² și o populație de 357 locuitori (2013).